# البرق (شخصية مصورة)
البرق (بالإنجليزية: Flash)‏ هو اسم مشترك لعدة أبطال خارقين من القصص المصورة الخاصة بشركة دي سي كومكس. تم إعدادها بواسطة الكاتب غاردنر فوكس والرسام هاري لامبرت، أول ظهور أصلي للبرق كان في البرق #1 (نوفمبر 1939)، وكان يلقب بـ (المتسارع القرمزي).
جميع تجسيدات البرق تمتلك السرعة الخارقة متضمنة الجري والحركة والتفكير السريع واستخدام ردود الفعل فوق الإنسانية.
حتى الآن لا يقل عن أربع شخصيات حملت لقب البرق، كل منهم اكتسب قواه بطريقة أو بأخرى، وهم رياضي الكلية جاي غاريك (1940-1951-1961-2011-2017-حتى الآن)، وعالم الطب البشري باري آلين (1956-1985-2008-حتى الآن)، وابن شقيق باري والي ويست (1986-20112016-حتى الآن)، وحفيد باري آلين بار آلين (2006-2007). وكل تجسيد للشخصية كان عضو على الأقل في إحدى الفرق الرئيسية لدي سي، جمعية العدل الأمريكية، فرقة العدالة، مراهقوا التايتنز.
والبرق شخصية رئيسية في دي سي كوميكس، كان بطل العصر الذهبي هو جاي غاريك والعصر الفضي باري آلين في «البرق من عالمين» (1961) والذي قدم مفهوم الكون المتعدد لقراء دي سي. والتي من شأنها أن تصبح الأساس لكثير من قصص دي سي في السنوات القادمة.
في فرقة العدالة يمتلك البرق مجموعة مميزة من الخصوم بما فيهم المحتالين والمتسارعين مثل مضاد-البرق، وعدد من الشخصيات الداعمة مثل زوجة باري آريس ويست، وزوجة والي ليندا بارك والصديق المتسارع ماكس ميركوري وعضو مركز شرطة المدينة المركزية ديفيد سينغ وباتي سبيفوت.

## تاريخ النشر

### العصر الذهبي
كان الظهور الأول للبرق في العصر الذهبي في كوميكس البرق #1 (يناير 1940) عن طريق آول-أمريكان بوبلكيشيونز، وهي إحدى الشركات الثلاث التي ستندمج في نهاية المطاف لتشكيل دي سي كوميكس. تم أبتكاره عن طريق كل من الكاتب غاردنر فوكس والرسام هاري لامبرت، وكان هذا البرق هو جاي غاريك، وهو طالب جامعي اكتسب سرعته عن طريق أستنشاق أبخرة المياه الصلبة. وعند إعادة العرض في الستينيات، تم تعديل أصل غاريك قليلاً حيث اكتسب قدرته من خلال التعرض للمياه الثقيلة.
كان جاي غاريك شخصية ذو شعبية في الأربعينيات، وأصبح عضواً في جمعية العدالة الأمريكية، أول فريق لأبطال خارقين، ومع أنخفاض شعبية الأبطال الخارقين تم إلغاء البرق في العدد #104 (1949) والتي أظهرت نسخة شريرة من البرق يسمى رايفل.

### العصر الفضي
في عام 1956 نجحت دي سي كوميكس في أعادة أحياء الأبطال الخارقين، وبشرت بما يعرف بالعصر الفضي للقصص المصورة. وبدلاً من أعادة نفس أبطال العصر الذهبي أعادت دي سي النظر لهم كشخصيات جديدة، وكان البرق أول شخصية يتم أحيائها.
وكان البرق الجديد (باري آلين)، وهو عالم الشرطة والذي اكتسب قدرته عن طريق الأستحمام بمواد كيميائية بعد أن ضرب من قبل البرق. وأعتمد اسم المتسارع القرمزي بعد قرائته لكوميكس البرق العصر الذهبي. وبعد مدة تم أعطاءه لقب البرق في العدد #105 (حيث توقف كوميكس البرق). تم أنشاؤه من قبل الكاتب روبرت كانيغر وجون بروم والرسام كارمين إنفانتينو
أدت شعبية البرق في العصر الفضي لأعادة أحياء عدة شخصيات أخرى في تجسيدات جديدة كما تم أنشاء فريق خارق جديد تحت اسم فرقة العدالة الأمريكية. يضم البرق كعضو رئيسي في الفرقة.
وتم الكشف بأن كلاً من البرق باري آلين وجاي غاريك موجودين في عوالم متوازية وقد سمحت لهم قدرتهم بعبور الأبعاد بين العالمين وأصبحوا صديقين حميمين. كان البرق من عالمين (البرق (المجلد1) #123) أول كروس أوفر حيث ألتقت شخصية العالم الذهبي بشخصية العالم العصر الفضي. وبعدها التقت جمعية العدالة بفرقة العدالة. وبدأت الفرقتان بعمل اجتماعات سنوية أستمرت منذ أوائل الستينيات حتى منتصف الثمانينيات.
أستمر ظهور باري كشخصية البرق حتى ظهور الأزمة على الأرض اللانهائية. وانتهى كوميكس البرق كسلسلة في العدد #350. أصبحت حياة آلين مربكة إلى حد كبير في أوائل الثمانينيات مما أدى لدي سي إلى تمرير الوشاح إلى شخصية أخرى. مات باري موتاً بطولياً في أزمة على الأرض اللانهائية #8 (1985)، وبفضل قدرته بالسفر عبر الزمن، سيستمر بالظهور في بعض الأحيان في السنوات القادمة

### العصر الحالي
كان البرق الثالث هو والي ويست عرض في البرق (المجلد الأول) #110 (ديسمبر 1959) كيد فلاش، وهو أبن شقيق باري عن طريق الزواج. واكتسب قدرته عن طريق حادث مماثل للذي تعرض له باري. في البداية أعتمد اسم كيد فلاش وأصبح عضواً في مراهقوا التايتنز لسنوات. وبعد وفاة باري آلين تبنى والي لقب البرق في الأزمة على الأرض اللانهائية #12، وتم أعطاءه سلسلة خاصة به أبتداءاً من البرق (المجلد الأول) #1 (1987). وبدأت العديد من الفصول بعبارة «أسمي والي ويست، وأنا أسرع رجل على قيد الحياة».
نظراً للطفرة الزمنية التي حدثت في كون دي سي في السلسة القصيرة الأزمات اللانهائية و«بعد سنة واحدة» قررت دي سي إلغاء سلسلة البرق (المجلد 2) في يناير 2006، #230. وبدأت سلسلة جديدة البرق: أسرع رجل على قيد الحياة، في 21 يونيو 2006. باري آلين هو البرق في هذه السلسلة والتي قام بكتابتها كل من بول دي ميو والرسام كين لاشلي.
وتم إلغاء السلسلة مع العدد #13. وتمت أعادة أحياء البرق (المجلد 2) مع العدد #231، بواسطة مارك ويد ككاتب أولي كما قام مارك بكتابة كل -البرق #1 والذي كان بمثابة الجسر بين السلسلتين.
في عام 2009، عاد باري آلين عودة كاملة من خلال البرق: ولادة جديدة من ستة سلاسل قصيرة كتبت من قبل جيف جونز وإيثان فان سايفر.

## السيرة الذاتية للشخصية الخيالية
بينما لعب العديد من الشخصيات دور البرق، أما على العوالم الموازية أو في المستقبل، فقد كان أفضل الأمثلة المعروفة هم: جاي غاريك، وباري آلين، ووالي ويست.

### جاي غاريك
كان طالباً جامعياً في عام 1938 أستنشق عن طريق الخطأ أبخرة الماء الثقيل بعد أخذه لقطعة دخان داخل مختبره حيث كان يعمل. ونتيجة لذلك وجد أن بأمكانه الجري بسرعة خارقة وكانت ردود أفعله بسرعة مماثلة. بعد مهنة قصيرة كنجم فريق كرة القدم الجامعية، عمل لنفس زي أحمر ذو صاعقة وخوذة معدنية ذات أجنحة (على غرار صورة الآلهة اليونانية هرميز)
وبدأ بمحاربة الجريمة، وكانت أول قضية له مقاتلته مع «أربعة دون معنى» وهي منظمة أبتزازية. أبقى جاي غاريك هويته سرية دون قناع عن طريق أهتزاز جسمه في الأماكن العامة حيث لايمكن رؤية وجهة بوضوح. وعلى الرغم من أن أصله من الأرض 2، فقد تم دمجه في تاريخ الأرض الجديدة بعد الأزمة على الأرض اللانهائية ولايزال نشطاً كالبرق خارج مدينة كيستون. وهو عضو في جمعية العدالة.

### باري آلين
باري آلين هو مساعد في شعبة العلوم الجنائية والطب الشرعي في إدارة شرطة المدينة المركزية (Central city). تتسم شخصية باري بالبطئ الشديد والأعتماد على الآخرين والتأخير في الكثير من الأحيان والتي أحبطت خطيبته آيريس ويست. ذات ليلة وبينما كان على وشك مغادرة مكان عمله ضربت صاعقة غريبة على رف قريب في مكان عمله حيث طرحته أرضاً مغطياً بخلطة من المواد الكيميائية والتي لم يتم الكشف عن اسمها. ونتيجة لذلك وجد باري يأنه يمكنه الجري بسرعة خارقة للغاية وكذلك بأمكانه التفكير بنفس السرعة. وعمل له زي أحمر ذو رقعة صاعقة (تذكرنا بشخصية فوست كوميكس كابتن مارفيل). وأطلق على نفسه لقب البرق (على لقب بطلة المفضل في مرحلة الطفولة جاي غاريك)، وأصبح أحد النشطين في المدينة، ويقوم بتخزين زيه المضغوط في حلقة خاصة عن طريق استخدام غاز خاص يمكنه أن يضغط الياف القماش إلى جزء صغير جداً من حجمها الطبيعي.
ضحى باري بحياته للكون في عام 1985 في سلسلة أزمة عل الأرض اللانهائية، وبقي ميتاً لأكثر من عشرين عاماً بعد نشر هذه القصة. ومع عودة سلسلة 2008 الأزمة النهائية، عاد باري إلى كون دي سي وإلى مكانه كاملة كالبرق في سلسلة 2009 البرق: ولادة جديدة والذي سرعان أعقبها عدد جديد من سلسلة البرق الجارية، حيث مغامرات باري كالمتسارع القرمزي تنشر حالياً.

### والي ويست
والاس رودولف «والي» ويست، هو أبن شقيق كل من آيريس ويست وباري آلين عن طريق الزواج. تم تقديمه في البرق (المجلد 2 #101 (1959)). عندما كان عمره 10 سنوات كان يزور مختبر عمه في قسم الشرطة وتكررت الحادثة التي أعطت باري قدرته، حيث سبح والي بالمواد الكيميائية المشحونة كهربائياً. وأصبح يمتلك مثل قدرات عمه. يصنع والي لنفسه زي مشابه لزي جاريك ويصبح الشاب المقاتل للجريمة كيد فلاش. بعد أحداث الأزمة على الأرض اللانهائية وبعد موت باري يتولى والي أسرع رجل على قيد الحياة وبعد أحداث الأزمة اللانهائية، يترك والي وزوجته ليندا الأرض إلى بعد غير معروف.
ويتم سحب كل من باري وزوجته توأمهم من قبل قوة السرعة بواسطة فيلق من الأبطال الخارقين في ختام ملحمة الصاعقة. وهذا مهد لعودة والي ويست كالبرق بعد أحداث البرق: أسرع رجل على قيد الحياة #13.

### بارت آلين
بارثولوميو هنري «بارت» آلين الثاني، هو حفيد باري آلين وزوجته آيريس. عانى بارت من الشيخوخة المتسارعة. ونتيجة لذلك أزدادت في الواقع الأفتراضي حتى تمكنت آيريس من العودة به بالزمن إلى الوراء حيث كان البرق وقتها هو والي ويست، وبمساعدة من والي تباطأ نمو بارت وأخذ لقب المندفع. بعد أن أصيب بطلقة بركبته من قبل ديثستروك، غير بارت من موقفه وزيه آخذاً زي كيد فلاش، زي بارت كان نسخة من زي جده مشابه لزي والي ويست. لم يمض وقت طويل على لعبه دور البرق حتى تم قتله من قبل المحتالين في العدد #13 والأخير من البرق: أسرع رجل على قيد الحياة، ومع ذلك تمت أعادة أحياؤه في وقت لاحق في القرن الـ31 في الأزمة اللانهائية: فيلق من 3 عوالم #3 عن طريق برينياك 5 لمقاتلة سوبر بوي-برايم وفيلق من الأشرار الخارقين.
عاد بارت إلى الماضي ولعب دوراً كبيراً في البرق: ولادة جديدة.

### آخرين لعبوا دور البرق

#### جيسي تشامبرس
بنت المتسارع جوني كويك، أصبحت متسارعة مثل أبيها. التقت في وقت لاحق بوالي ويست البرق. والذي يطلب منها أن تكون بديلته إذا حدث له شيئاً (جزء من خطته التفصيلية، في محاولة لأجبار بارت آلين ليكون أكثر جدياً ليأخذ دوره كالبرق).

#### جوني فوكس
جوني فوكس، هو مؤرخ للأكاديمية الوطنية للعلوم في المدينة المركزية في القرن الـ27، تم أرساله إلى الماضي لمساعدة كل من الثلاثة (جاي، باري، ويست)، لهزيمة الشرير المشع موتا، الذي عاد إلى زمن جون. (كل برق قد حارب بشكل فردي موتا على مدى عدة سنوات في القرن الـ20).
فشلت مهمة جون، ولكن خلال فترة العودة أرسله أشعاع تايكون خلال تيار الزمن والذي أعطاه قوة فائقة، وهزم موتا كتكرار جديد للبرق. وبعد فترة وجيزة انتقل إلى القرن الـ853 وانضم إلى «فيلق العدالة أ».

#### سيلا آلين
أنسان عادي تعيش في القرن 23، حتى يقوم الكوبالت الأزرق بسرقة النبضات الإلكترونية مما يسبب أن تصبح بطيئة في العالم ويصبح العالم هو البرق. وعلى أمل أستعادة قواها يقوم والدها بأخذها إلى قوة السرعة.
عندما يقتل والدها، تظهر كمجسم في قوة السرعة، لها القدرة على أعطاء السرعة لأي أنسان أو مادة، ولكنها في نفس الوقت غير قادرة على التفاعل جسدياً مع العالم.

#### غير المسمى آلين التابع للقرن 23
والد سيلا آلين، تم القبض على زوجته وأبنته من قبل الكوبالت الأزرق، ويجبر على مشاهدة وفاة زوجته وأصابة أبنته بالشلل، ويقوم بمساعدة ماكس ميركوري بقتل الكوبالت الأزرق، ويأخذ الطفل جوهرة الكوبالت الأزرق ويقتل سيلا. هذا البرق أحد البرقان الذان ظهرا كومضات ويتم قتلهما من قبل الكوبالت الأزرق.

#### بلين آلين وجيس آلين
يعيش بلين آلين وأبنه في مستعمرة بيتروس في القرن 28، وفي محاولة لأنهاء دم آلين، يقوم الكوبالت الأزرق بحقن أبن بلين، جيس بفيروس. وبعدم قدرته على أستعمال سرعته الفائقة لايتمكن من التخلص من الفيروس. وفي حالة يأس يقوم بلين بأخذ أبنه لقوة السرعة على أمل أن تقبله، فتأخذ بلين بدلاً منه وتقدم سرعة فائقة لجيس حتى يتمكن من التخلص من الفيروس.

#### كيرياد
بعد أن يقوم مخلوق فضائي بغزو الأرض، يقوم المقاتل التاريخي كيرياد بالعودة للزمن من القرن الـ98 للحصول على سلطة الفانوس الأخضر، لكنه يفشل لذا يحاول بدلاً من ذلك أن يلتقط قوة السرعة من البرق. ويتعرض للضرب من قبل باري آلين (البرق (المجلد 1)) #309 مايو 1982. فيسافر للوراء للحصول على المواد الكيميائية من ملابس باري التي كان يرتديها عندما اكتسب قوته للحصول على قوة السرعة.
في وقت لاحق يضحي كيرياد بحياته لهزيمة المخلوق الفضائي.

#### بيزارو البرق
تم أنشاؤه عندما قام بيزارو بأستنساخ البرق. ويملك زي عكس الوان زي البرق ذو رمز مطرقة لأن البرق كان يمسك بمطرقة لحظة أستنساخه.
والنسخة الحديثة من بيزارو البرق يمتلك رمز كرة صاعقة. لديه قوى البرق ولكنه غير مدرك لها.

## القوى والقدرات
جميع تجسيدات البرق بأمكانها التحرك والتفكير وردود فعل سريعة فضلاً على قدرة التحمل التي تسمح لهم بالجري لمسافات لاتصدق. وبعض الأصدارات لاسيما الحديثة منها بأمكانهم العبور من خلال الجدران عن طريق الأهتزاز بعملية تسمى النفق الكمي، والسفر عبر الزمن، وبأمكانهم أيضاً أقتراض وأستعادة السرعة. وبأمكانهم أيضاً المثول للشفاء بسرعة أكبر من الأنسان الأعتيادي. وتمتلك بعض النسخ قدرة على الجري أسرع من سرعة الضوء حيث تمكن والي ويست في البرق: سباق أنسان من أظهار طاقة أمتصاص الحركة إلى حد أمكنه من الجري بشكل أسرع من النقل الفضائي والجري من نهاية الكون عائداً إلى الأرض في بلانك لحظة (زمن بلانك).
ولديهم القدرة على التفكير والقراءة بسرعة لاتصدق ومعالجة المعلومات، فهم يمتلكون حصانة ضد التخاطر حيث أن عقولهم تعمل بشكل سريع جداً مما يجعلها صعبة القراءة وحصينة ضد قدرات قراءة الأفكار مثل التي لدى المريخي مانهانتر وغوريلا غرود.
كما يمتلك المتسارعون القدرة على التحدث بشكل سريع جداً وفهم بعضهم البعض، وغالباً مايتم ذلك لأجراء محادثة خاصة أمام الناس غير السريعين أو يستخدم أحياناً للتأثير الكوميدي حين يصبح البرق متحمساً جداً بحيث يتحدث أسرع وأسرع حتى تصبح كلماته عبارة عن ضوضاء. ولدى البرق أيضاً القدرة على تقييد أهتزاز حباله الصوتية مما يجعله قادراً على تغيير صوته ليشابه صوت الآخرين.
والبرق قادر أيضاً على معالجة الأفكار في أقل من أتوثانية. وله القدرة في بعض الأحيان على رمي الصواعق التي ينشأها عن طريق سرعته وكذلك أنشاء دوامات سرعة.
وبعضهم لديه القدرة على أنشاء نسخ منهم في بعض الأحيان يتم أرسالهم إلى مناطق زمنية مختلفة لأكمال مهمة معينة.
ويمكن للبرق أيضاً أن يلغي آثار معادلة مناهضة الحياة، عندما حرر والي ويست من سيطرتها (ربما بسبب صلته بقوة السرعة).
ويقال بأن والي ويست وصلت سرعته إلى 23.759.449.000.000.000.000.000.000.000.000.000.000.000 (حوالي 24 تريديكسليون)* سرعة الضوء.
ويمكن فعل ذلك فقط حين انضمت له كل قوة لكل أنسان على الأرض. وعن طريق هذه القوة تمكن من السفر ليس من كوكب لآخر فحسب بل إلى مجرات وأكوان مختلفة خلال ما يمكن أعتباره غمضة عين.

## سباق البرق ضد سوبرمان
تسابق البرق مع سوبرمان في عدة مناسبات، أما لتحديد الأسرع أو كجزء من جهد مشترك لأحباط تهديد ما. وظهر أول سباق للبطلين في قصة «سباق سوبرمان مع البرق» في سوبرمان #199 (أب 1967). وبعد أربعة أشهر تم أنتاج قصة تابعة «سباق إلى نهاية الكون» البرق #175 (ديسمبر 1967). وبعد تنقيح كون دي سي بعد الأزمة اللانهائية، فاز البرق على سوبر مان في سباق في مغامرة سوبرمان #463 مع تفسير بأن سوبرمان غير معتاد بالجري بسرعة عالية لفترات طويلة من الزمن بما أن الطيران أكثر سهولة وأقل مشقة.
وبعد الأزمة الأخيرة في البرق: ولادة جديدة #3 يظهر البرق بكونه أسرع من سوبرمان بكثير، وقادر على تجاوزه مما يجعل سوبرمان يكافح لمواكبته. ويكشف بأن جميع سباقاتهم من قبل كانت لأعمال خيرية. في سمولفيل «جريء» البرق هنا ليس قادر على الجري أسرع من سوبرمان فقط ولكن يمكنه أن يجاري سرعة كلارك القصوى وهو يجري إلى الوراء.

## نسخ أخرى من البرق
في العدد الأخير من 52، تم الكشف عن كون متعدد جديد يتكون في الأصل من 52 حقيقة متطابقة.

### تاناي راي
كان البرق في الأرض-د، تاناي شخص ياباني مهووس بباري آلين، والذي كانت قصته عبارة عن كتاب كوميكس في هذا العالم. ومثله مثل باري آلين الذي أصبح البرق من خلال قدوته (جاي غاريك)، أصبح تاناي البرق في عالمه، وتلاقى مع باري في «أزمة في الأرض اللانهائية» عندما عاد باري من القرن الـ30 ووصل إلى الكون الخاطئ. وبينما كانت الأرض تتعرض لهجوم من قبل شياطين الظل، دعى باري كل من فرقة العدالة وتاناي ودعاهم برابطة العدالة. وقد قاموا ببناء حلقة كونية وتمكنوا من أجلاء الكثير من سكان الأرض وبعد مغادرة فرقة العدالة بعد 39 ثانية محيت الأرض-د.

### ليا نيلسون
البرق الأنثى الشابة في الكون تانغيت ليست متسارعة، وبدلاً من ذلك فهي «أول طفل يولد في الفضاء»، ولها القدرة على التحكم بالضوء. كما يمكنها التحرك بسرعة الضوء، مما يجعلها في الواقع أسرع من معظم شخصيات البرق مابعد أزمة البرق، حيث فقط والي ويست من تمكن من التحرك بسرعة الضوء دون أن يحاصر في قوة السرعة.

### سوبر مان & باتمان أجيال 2
في سوبرمان & باتمان أجيال 2، تظهر ثلاث نسخ من البرق، والي ويست ككيد فلاش من عام 1964، كاري أبن عم والي ككيد فلاش من عام 1986، وجاي ويست أبن والي من زوجته ماجدة كالبرق الخامس من عام 2008، ويظهر باري آلين بدون زيه من عام 1964.

### الصاعقة الخضراء
علي راينر-ويست، والمعروفة أيضاً باسم الصاعقة الخضراء، هي سليلة كل من كايل راينر ووالي ويست، تمتلك كل من حلقة القوة والسرعة الفائقة وظهرت في الفانوس الأخضر: حلقة النار. وهي عبارة عن بناء حي تم أنشاؤه من قبل لاوعي كايل راينر، والذي أعيد لاحقاً بناؤه في عقله.

### آمي-كومي
تظهر نسخة من جيسي تشامبر كالبرق في مون آمي-كومي. كما هو الحال مع معظم الشخصيات الأخرى في تلك الأرض، وزيها الرياضي مستوحى من الأنمي.

### المحطم
في سلسلة الكابتن جزرة وطاقمه من الحيوانات المذهلة، تم تقديم الأرض الموازية «أرض-ج-ناقص»، وهو عبارة عن عالم يسكنه أبطال خارقين من الحيوانات المضحكة والتي توازي تيار كون دي سي. وكانت هذه الأرض موطن المحطم، والذي هو عبارة عن سلحفاة ذات سرعة خارقة مماثلة لتلك التي لدى باري آلين. وعضو في الفريق الخارق في عالمه من الحيوانات جاستا لوتا. قرأ المحطم في شبابه كوميكس عن واتزيت العظيم في الأرض-ج مثلما كان باري آلين يستمتع بقراءة كوميكس عن جاي غاريك من الأرض-2.

### دانيكا ويليامز
في سلسلة وراء فرقة العدالة، البرق هنا عبارة عن مراهقة أفريقية-أمريكية تدعى دانيكا وليامز، والتي كانت خلفاً لوالي ويست في الأربعينيات من القرن الحادي والعشرون (بعد أحداث وراء باتمان). وهي موظفة في متحف البرق في المدينة المركزية. ومثلها مثل باري دائمة التأخر. دخلت بعد ذلك بعلاقة مع بيلي باتسون، والذي هويته السرية الكابتن الأعجوبة Captain Marvel.

## الكتاب
شارك الكتاب التاليين في سلسلة البرق وكوميكس البرق:
| الكتاب                | الأعداد | السنة                           |
| --------------------- | --- | ------------------------------- |
| غاردنير فوكس          | كوميكس البرق #1–80، البرق #117, 123, 129, 137–138, 140, 143–146, 149–152, 154, 157–159, 162, 164, 166–167, 170–171, 177 | 1940–1947, 1960–1968            |
| روبرت كانيير          | كوميكس البرق #84–91, 93, 96–97, 103–104, البرق #160–161, 192, 195, 197–204, 206, 208, 214 | 1947–1949, 1966, 1969–1972      |
| جون بروم              | كوميكس البرق #91–104, البرق #105–128, 130–142, 146–149, 152–156, 158–161, 163–166, 168–169, 172–174, 176, 178, 182, 187–194, | 1948–1949, 1959–1970            |
| إ. نيلسون برودواي     | #175 | 1967                            |
| كاري باتيس            | #179, 209–212, 216, 218–305, 307–312, 314–350 | 1968, 1971–1985                 |
| فرانك روبنس           | #180–181, 183–185 | 1968–1969                       |
| مايك فريدريك          | #186, 195, 197–198, 207 | 1969–1971                       |
| ستيف كريتيس           | #202, 204, 207, 209–211, 216 | 1970–1972                       |
| لين واين              | #208, 212, 215, 217 | 1971–1973                       |
| دينيس أونيل           | #217–224, 226–228, 230–231, 233–234, 237–238, 240–243, 245–246 | 1972–1977                       |
| جيري كونواي           | #289–299, 301–304 (فايرستورم قصة احتياطية) | 1980–1981                       |
| دان ميشكين            | #306 | 1982                            |
| غاري كون              | #306 | 1982                            |
| مارتين باسكو          | #306–313 (دكتور فايت قصة احتياطية) | 1982                            |
| ستيف غيربير           | #310–313 (دكتور فايت قصة احتياطية) | 1982                            |
| مايك و. بار           | #313 | 1982                            |
| مايك بارون            | مجلد. 2 #1–14, مجلد سنوي. 2 #1 | 1986–1987                       |
| ويليام ميزنير-لوبس    | مجلد. 2 #15–28, 30–61, 80-صفحة عملاقة #2, مجلد سنوي 2 #2–3, خاص #1 | 1987–1992                       |
| لين سترازويسكي        | مجلد. 2 #29, خاص #1 | 1989                            |
| مارك ويد              | مجلد. 2 #0, 62–129, 142–159, 231–236, 1000000, 80-صفحة عملاقة #1, مجلد سنوي. 2 #4–6, 8, خاص #1, البرق زائد نيتوينغ #1, البرق ملفات سرية والأصول #1–2, البرق سلسلة تلفزيونية خاصة #1, البرق / الفانوس الأخضر: أسرع الأصدقاء #1, البرق والفانوس الأخضر: الشجاع والجريء #1–6 | 1992–1997, 1998–2000, 2007–2008 |
| مارك ويتلي وآلين غروس | مجلد سنوي. 2 #7 | 1994                            |
| مارك ميلر             | مجلد. 2 #130–141, 80-صفحة عملاقة #1 | 1997–1998                       |
| غرانت موريسون         | مجلد. 2 #130–138 | 1997–1998                       |
| براين أوغسطين         | مجلد. 2 #142–143, 148–149, 160, 162, 80-صفحة عملاقة #1–2 مجلد سنوي. 2 #10–12, البرق زائد نيتوينغ #1, البرق ملفات سرية والأصول #1–2 | 1996–2000                       |
| بات مغريل             | مجلد. 2 #161, 163 | 2000                            |
| تشوك ديكسون           | مجلد سنوي. 2 #13 | 2000                            |
| جيف جونز              | مجلد. 2 #1/2, 164–225, البرق ملفات سرية والأصول #3 Iron Heights, البرق: عالمنا في الحرب #1, مجلد. 3 #1–12, البرق ملفات سرية والأصول 2010, البرق إعادة إحياء #1–6 | 2000–2005, 2009–2011            |
| ستوارت إمونون         | مجلد. 2 #226 | 2005                            |
| جوي كافاليري          | #330–331, مجلد. 2 #227–230 | 1984, 2005–2006                 |
| جون روجرز             | مجلد. 2 #233–236 | 2007–2008                       |
| كيث تشامباغن          | مجلد. 2 #237 | 2008                            |
| توم باير              | مجلد. 2 #238–243, البرق 80-صفحة عملاقة #2, مجلد سنوي. 2 #8, البرق ملفات سرية والأصول #2 | 1995, 1999, 2008–2009           |
| آلان بورنيت           | مجلد. 2 #244–247 | 2009                            |
| فرانسيس مانابول       | مجلد. 4 #1–25, 0, 23.2: البرق-المعاكس #1, مجلد سنوي. 4 #1 | 2011–2013                       |
| كريستوس كايج          | مجلد. 4 #26 | 2013                            |
| براين بوكسيلاتو       | مجلد. 4 #1–25, 27–29, 0, 23.1: غروود #1, 23.2: البرق-المعاكس #1, 23.3: المحتالين #1, مجلد سنوي. 4 #1–2 | 2011–2014                       |
| روبرت فينديتي         | مجلد. 4 #30–49, نهاية المستقبل #1, مجلد سنوي. 4 #3 | 2014–2016                       |
| فان جينسين            | مجلد. 4 #30–52, نهاية المستقبل #1, مجلد سنوي. 4 #3–4 | 2014–2016                       |
| جوش ويليامسون         | مجلد. 5 إعادة أحياء #1, #1– | 2016–                           |

## الجوائز
تم ترشيح وفوز الكوميكس والشخصيات بالعديد من الجوائز على مر السنين، بما في ذلك:
- 1961 جائزة آلي لأفضل غلاف (البرق (المجلد 1) # 123)
- 1961 جائزة آلي لأفضل فيلم كوميكس مفرد (البرق (المجلد 1) # 123 بواسطة غاردنر فوكس وكارمين إنفانتينو)
- 1963 جائزة آلي لتقاطع أبطال دي سي للشجاع والجريء (مع هوكمان)
- 1964 جائزة آلي لأفضل قصة قصيرة («مدخل إلى المجهول» في البرق (المجلد 1) # 148 من قبل جون بروم وكارمين إنفانتينو)
- 2001 جائزة إيسنر لأفضل فنان غلاف (البرق)، بقلم بريان بولاند
- 2008 جائزة سالو لأفضل بطل خارق (البرق- داني هولمز من قبل BUAFC)

## في وسائل الأعلام الأخرى
طوال فترة 70 عاماً من تاريخه، ظهر البرق في العديد من وسائل الإعلام. تم تضمين شخصية البرق في العديد من الرسوم المتحركة، مثل الأصدقاء الخارقون و فرقة العدالة، فضلاً عن مسلسله التلفزيوني الحي وظهور بعض النجوم على سمولفيل (كبارت ألين).
- في تحدي سلسلة الأصدقاء الخارقون التي استمرت من 1978-1979، يظهر في كل حلقة ويتكلم في اثني عشر حلقة فقط من أصل ستة عشر حلقة من هذه السلسلة. لديه عدوان من فيلق الموت، الكابتن كولد وغوريلا غرود.
- ظهر فلاش لموسم واحد (1990-1991) على شبكة سي بي اس، بطولة الفائز بجائزة إيمي مرتان جون ويسلي شيب كباري آلين. من إنتاج داني بيلسون وبول ديميو، كانت السلسلة خليط معتدل من باري الين ووالي ويست إصدارات الكوميكس، مع ظهور تينا ماكجي (جسدتها أماندا بايس) وكان والي بحاجة لكميات كبيرة من الطعام بعد إنفاقه للكثير من الطاقة بجريه في جميع أنحاء المدينة المركزية لنقلها إلى باري. وبعد وقوع حادث كيميائي ناجم عن البرق، يدخل باري في صراع ضد الجريمة بعد وفاة شقيقه الشرطي جاي، ويفترض بأن جاي سمي على اسم بطل كتاب الكوميكس الأصلي البرق، جاي غاريك. وتم تقديم حفنة من أعداء المتسارعين القرمزيين كضيوف في حلقات متعددة من السلسلة: كابتن كولد (مايكل تشامبيون) («كابتن كولد»)، سيد المرايا (ديفيد كاسيدي) («تم مع المرايا»)، وتريكستر (مارك هاميل) «تريكستر» و «محاكمة تريكستر»). خاض البرق أيضاً قتالاً ضد إستنساخ من نفسه يرتدى زي الأزرق. وقد تمت كتابة عدد قليل من الحلقات من قبل أسطورة الكوميكس هوارد تشايكين وتم تصميم الزي التلفزيوني من قبل ستيف ستيفنز (الروكيتير). في حين أن النجاح الحاسم كان مدعوماً بقوة من قبل الشبكة، كانت السلسلة مشكوك بأنها تبث لمنافسة تصنيفات قوية مثل عرض كوسبي على NBC وعائلة سمبسون على فوكس. وقد تم أستباق البرق من قبل العروض الخاصة لعيد الميلاد وحرب عاصفة الصحراء في العراق، وتم إلغاؤه بعد موسمه الأول. أصدرت وارنر براذرز المسلسل في 6 أقراص دي في دي في 10 يناير 2006. تم تأليف موسيقى السلسلة الرئيسية من قبل داني إلفمان، مع ما تبقى من موسيقى الحلقات من قبل شيرلي ووكر (هذا التعاون سيتكرر أيضا في باتمان: سلسلة الرسوم المتحركة). وعندما ظهر البرق كضيف في سوبرمان: مسلسل الرسوم المتحركة حلقة «شياطين السرعة»، أدرج ووكر بعض الموسيقى من السلسلة الحية في الحلقة.
- والي ويست هو البرق الذي يظهر في كون دي سي ويؤدي الصوت مايكل روزنباوم. لديه شخصية وإلى مثل قول النكات السيئة وجذب معظم النساء. كما لديه بعض صفات باري آلين مثل بداياته في المدينة المركزية والعمل كعالم طب شرعي. هو البرق الوحيد الذي يظهر في كون دي سي ولكن تظهرخوذة جاي غاريك معروضة في متحف البرق في حلقة فرقة العدالة غير المحدودة حلقة البرق والمواد.
- كيد فلاش (والي ويست) يظهر في مراهقوا التايتنز حلقة سرعة الضوء ويحمي جامب سيتي في حين التايتنز بعيدين. ويشير إلى شراكته السابقة مع البرق (يفترض بأنه باري ألين). وسرعان ما يصلح جينكس ويدخل في علاقة رومانسية معها.
- البرق شخصية قابلة للعب في لعبة كروس أوفر خاصة بمورتال كومبات ودي سي كوميكس مورتال كومبات ضد كون دي سي. أول إصدار رسمي للبرق للجمهور كان يوم الاثنين 7 يوليو 2008. وهذا الإصدار هو باري ألين. وهو أيضا شخصية قابلة للعب في الظلم: الآلهة بيننا وتكملتها، التي طورتها أستوديوهات نيثرلم.
- يظهر إصدارين من البرق في كون دي سي أون لاين. باري ألين الذي يحارب جنباً إلى جنب مع الأبطال ضد جيش غوريلا غرود. ويظهر جاي غاريك في برج المراقبة.
- يظهر المندفع Impulse في شباب العدالة: الغزو كحفيد لباري ألين وإيريس ويست. حيث يأتي من المستقبل لإنقاذ جده من النيوترون (ناثانيال تريون). وبمجرد أن يسافر عائداً ينجح في إنقاذ باري الين، ويوقف النيوترون، وكان من المفترض أن ينقذ هذا المستقبل، ولكن يتبين بأن المستقبل لا يزال هو نفسه. عندما يحاول العودة إلى وقته (2056)، لا تعمل آلة وقته، ويظهر في زمن ماضي بأنه كان يعلم بأنه سيعلق في الماضي، لأن الأسلاك ستحترق، وعلى الرغم من انه لم يكشف عن ذلك لأي شخص من الفريق، في تلك اللحظة، يعتبر عضو في الفريق رسمياً.
- في حلقة السهم بعنوان «عالِم»، يشكل محقق CSI المدينة المركزية باري ألين شراكة مع فيليسيتي سموك للعثور على اللص الذي أقتحم إحدى مباني شركة كوين للعلوم التطبيقية الموحدة. ويدعي باري بأنه أرسل من المدينة المركزية إلى مدينة ستارلينغ للتحقيق فيها نظرا لوجود صلات بقضية في المدينة المركزية. وقريباً سيجد أوليفر كوين بأن باري في الواقع مساعد جاء إلى ستارلينغ للتحقيق في هذا الحدث الغريب على أمل أن يجد جواباً لمن قتل والدته عندما كان طفلاً. وظهوره شكل للشخصية سلسلة خاصة بها في عام 2014. وهذا البرق ظهر كضيف في عدة حلقات من أساطير الغد وسوبيرغيرل.
- أول فيلم مسرحي للبرق ظهر في فيلم ليغو. وكان جزءاً من طاقم قراصنة ميتالبارد. وفي وقت لاحق ظهر في عرض موجز في فيلم ليغو باتمان.
- في تشرين الأول / أكتوبر 2014، أعلنت وارنر بروس أن عزرا ميلر سوف يقدم شخصية البرق في فيلم الاثارة الذي سيصدر عام 2018 بالأضافة لظهوره القصير في فيلم 2016 باتمان ضد سوبرمان: فجر العدالة.
- يظهر باري ألين كالبرق في فرقة العدالة أكشن.

## في الثقافة الشعبية
تم عرض العديد من الإشارات إلى البرق من خلال البرنامج التلفزيوني نظرية الانفجار العظيم. وهناك إشارة خاصة وهي ارتداء الممثل الرئيسي شيلدون كوبر لتي شيرت البرق، والذي أصبح منتجاً أقتصادياً. في الموسم 1 حلقة ذي ميدل-إيرث باراديجم، يلبس الشخصيات الرئيسية الأربعة الذكور زي البرق كل بشكل مستقل لحفلة الهالوين قبل أن يقرروا بأنهم لا يمكنهم أن يصبحوا جميعهم البرق فلا أحد يرتدي الزي. في الموسم 10 حلقة تزامن عيد الميلاد، يشتري شيلدون نيسيي البرق لطفل هوارد وبرناديت.
في الموسم 3 من الضياع، في حلقة «كاتش-22»، يتجادل تشارلي وهورلي حول من الذي سيفوز في سباق جري بين فلاش وسوبرمان.
يستخدم اسم باري آلين كأسم كاذب من قبل المخادع فرانك أباغنيل، الأبن (متظاهراً كوكيل خدمة سرية)، في فيلم أمسكني لو أستطعت. عندما يلاحظ نادل مقهى ملاحظات وكيل مكتب التحقيقات الفدرالي كارل هانراتي، حينها يكشف أن باري ألين هو البرق، معطياً كارل فكرة حيوية لهوية الموضوع غير المعروف.
في عام 2006، تم بيع نسخة شبه-أولية من كوميكس البرق #1 في مزاد التراث بمبلغ 273,125 $. ثم بيع الكتاب نفسه سراً بـ 450,000 $ في عام 2010.
رينان كانباي يرتدي زي البرق أثناء لعب كاري، مدير متجر الكتب الهزلية، في جو ليباري دريم جوب (2011).
كتبت فرقة جيم إيغو الكبير أغنية «ذي بالاد أوف باري آلين» تفصل المشقة من وجهة نظر باري آلين بمشاهدة الوقت يتحرك ببطئ. إن عضو الفرقة الرئيسي، جيم إنفانتينو هو ابن شقيق فنان البرق كارمين إنفانتينو.
في فيلم دادي داي كير، يرتدي أحد أطفال الرعاية النهارية والذي يدعى توني زي البرق لغالبية الفيلم.
في ماي ليتل بوني: الصداقة هي السحر حلقة «مهور الطاقة»، يصبح بينكي باي خارق على أساس البرق ويدعى بفيلي-ثانية.
في حلقة من عائلة سمبسون، يرتدي مهووس كتب الكوميكس زي البرق أثناء سباق ماراثون. ويقول «لا أحد يستطيع تجاوز البرق» ولكن في نهاية المطاف يقع في حفرة ويعلق.

## معرض المحتالين
كما هو الحال في باتمان، وسوبرمان، والفانوس الأخضر، لدى البرق سمعة لكونه خاض معارك ضد محتالين خارقين مميزين. وفي حالة البرق، أعتمد بعض هؤلاء المحتالين مصطلح «معرض محتالين البرق» كعنوان رسمي، ويصرون على أن يطلق عليه «محتالين» بدلاً من «أشرار خارقين» أو أسماء مماثلة. في بعض الأحيان، تتجمع مجموعات مختلفة من المحتالين معاً لأرتكاب جرائم أو الأنتقام من البرق، وعادة تحت قيادة الكابتن كولد.
والمعروف بالمحتالين علاقتهم النمطية الطائفية، والنشأة الاجتماعية معاً والعمل تحت قانون أخلاقي صارم، وأحياناً تفرض بوحشية من قبل الكابتن كولد. هذه «القواعد» تشمل «لا مخدرات»، إلا في حالات صعبة للغاية أو في مناسبات فريدة من نوعها، «لا قتل».

## وصلات خارجية
- الموقع الرسمي
- البرق في قاعدة بيانات الأفلام على الإنترنت
- البرق على مشروع الدليل المفتوح
- Crimson Lightning – فهرس على الأنترنت لمغامرات البرق في الكوميكس.
- Alan Kistler's Profile On: The Flash – تحليل تاريخ البرق من قبل مؤرخ الكوميكس ألان كيستلر.
- Alan Kistler's Guide To The Crisis
- Index to Barry Allen's Earth-One adventures
- comicfoundry.com محادثة مع كاتب البرق داني بيلسون وبول ديميو عن بارت ألين كالبرق الجديد.